# Sifone (elemento idraulico)

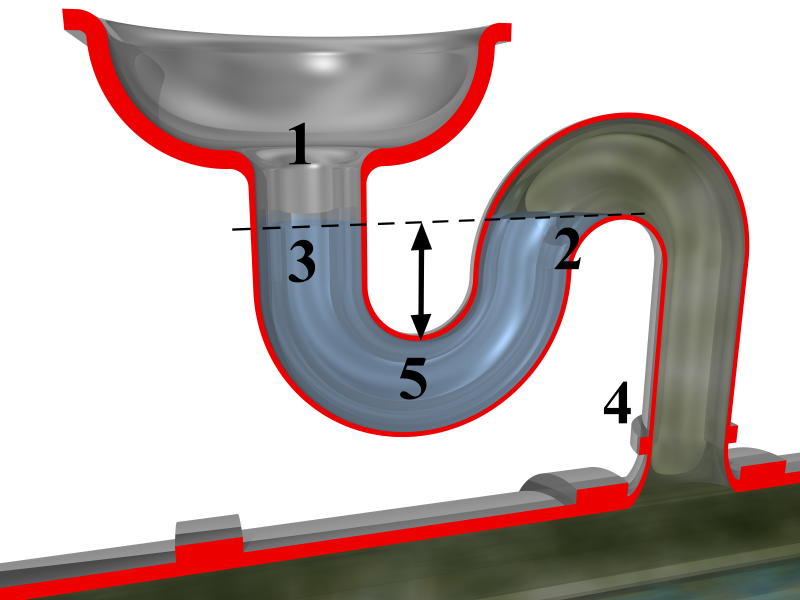
Schema di sifone di scarico.

Il sifone è un elemento idraulico inserito in un condotto, realizzato mediante una tubazione curva a forma di "U". 
Esso ha la funzione di creare un ostacolo (un "tappo idraulico") al passaggio dei cattivi odori in virtù della presenza di acqua residua nella sua ansa, il cui ristagno va a ostruire la sezione di passaggio dell'odore stesso. 

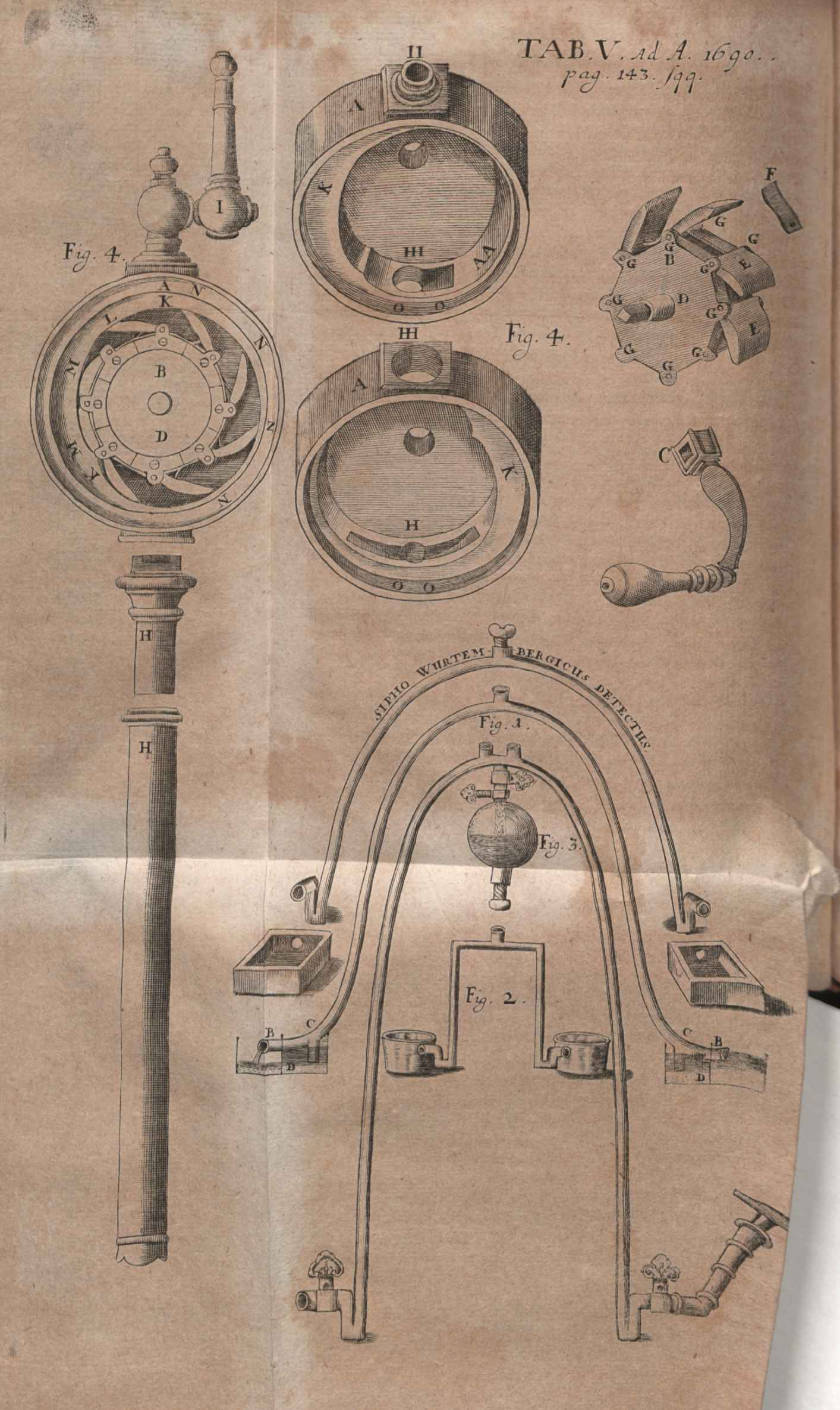
Raffigurazione del 1690 tratta da un volume de gli Acta Eruditorum.

## Descrizione e caratteristiche
Un classico esempio è il raccordo idraulico fra lo scarico di un vaso sanitario e la colonna fognaria. Il sifone serve ad evitare che il cattivo odore proveniente dalla colonna di scarico giunga attraverso il water nell'abitazione: l'acqua pulita, che rimane intrappolata nel ventre della curva del sifone, impedisce questo fenomeno. Altra caratteristica del sifone è che esso è in grado di trattenere piccoli oggetti che dovessero, inavvertitamente, cadere nello scarico permettendone il recupero. 
In caso di prolungato inutilizzo, l'acqua che rimane nel sifone può progressivamente evaporare, consentendo ai miasmi di transitare fino all'imbocco della tubazione e di disperdersi nel locale abitativo. Lo stesso problema può verificarsi quando l'acqua accumulata del sifone viene prosciugata dalla depressione creata dal risucchio di uno scarico di un'altra abitazione o locale che si immette sulla stessa colonna. Immettendo acqua (per esempio, nel caso di un water, scaricando nuovamente l'acqua) si ripristineranno le condizioni iniziali e il sifone continuerà a funzionare regolarmente.

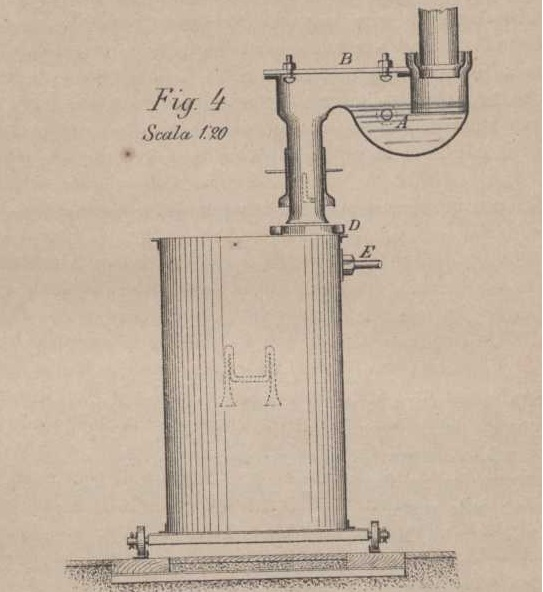
Sifone in un volume dedicato alla costruzione di canali e fogne del 1890.

In caso di ostruzione, il sifone non permetterà il regolare deflusso dell'acqua, con conseguente crescita del livello oltre la normale altezza standard. In tale ipotesi, per rimuovere il blocco è possibile usare uno sturalavandino o in alternativa, smontare il sifone ed effettuarne la pulitura, anche se in commercio hanno di norma un tappo d'ispezione (solitamente in posizione laterale) che serve per pulire o accedere al sifone senza doverlo smontare.

## Tipologie

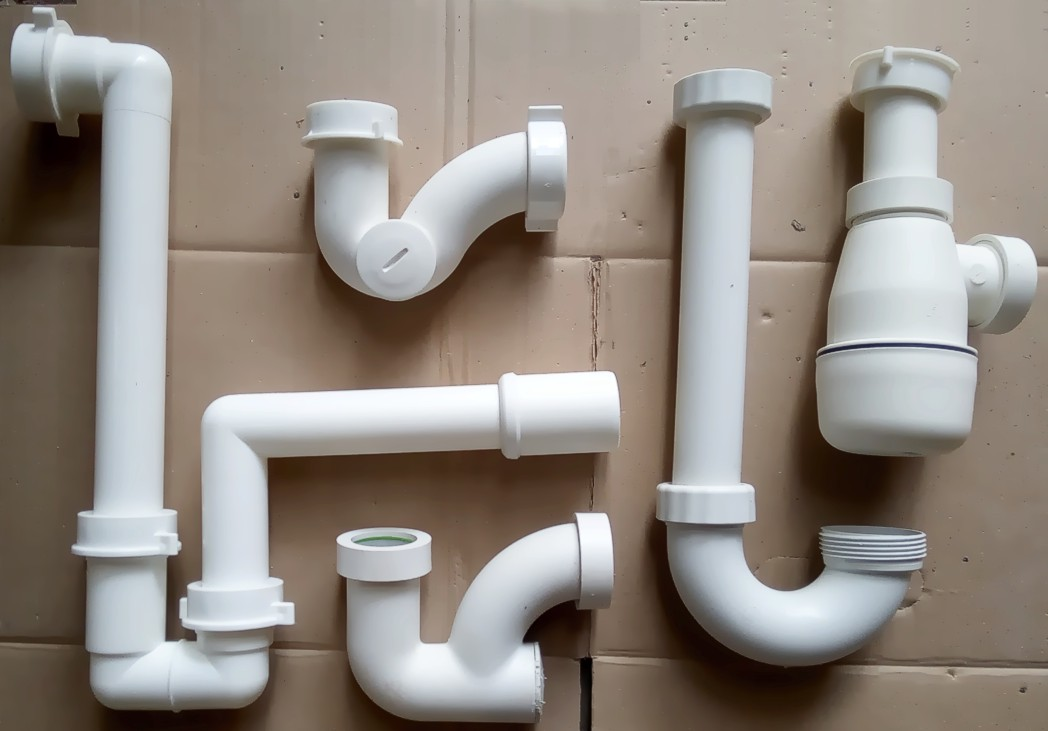
Sifoni di vario tipo, a sinistra e a destra del tipo a collo di cigno o P, in alto a destra del tipo a bottiglia, in alto del tipo S, in basso del tipo U o K.

Esistono diversi tipi di sifone impiegati negli impianti idraulici: a collo d'oca (a "P", a "S" e anche nella variante "salva spazio"), a bottiglia, a pozzetto di ispezione. Essi sono tutti accomunati dalla presenza di una zona di ristagno volontario del fluido di lavaggio dell'apparecchio sanitario, costituito da un serbatoio o un'ansa.

## Il fenomeno del "sifonamento"
Un particolare caso di sifone che talvolta si riscontra in natura, con conseguenze disastrose, è il sifonamento.
Si può formare un sifone anche nelle grotte. In caso di pioggia, persone che stanno esplorando la cavità sotterranea possono avere difficoltà nel tornare indietro in quanto il brusco aumento della portata d'acqua nella grotta può riempire un sifone naturale e ostruire la via del ritorno.
Un altro fenomeno naturale alla base del quale è presente un sifone naturale è il Geyser.